# Simning vid världsmästerskapen i simsport 2025 – Damernas 200 meter fjärilsim
Damernas 200 meter fjärilsim vid världsmästerskapen i simsport 2025 avgjordes mellan den 30 och 31 juli 2025 i World Aquatics Championships Arena i Singapore Sports Hub i Kallang i Singapore.

## Rekord
Inför tävlingens start fanns följande världs- och mästerskapsrekord:
|                   | Namn              | Nation     | Tid     | Ort          | Datum           |
| ----------------- | ----------------- | ---------- | ------- | ------------ | --------------- |
| Världsrekord      | Liu Zige          | Kina       | 2.01,81 | Jinan, Kina  | 21 oktober 2009 |
| Mästerskapsrekord | Jessicah Schipper | Australien | 2.03,41 | Rom, Italien | 30 juli 2009    |

Följande rekord noterades under mästerskapet:
| Datum   | Tävling | Namn            | Nationalitet | Tid     | Rekord |
| ------- | ------- | --------------- | ------------ | ------- | ------ |
| 31 juli | Final   | Summer McIntosh | Kanada       | 2.01,99 | 0MR0   |

## Resultat

### Försöksheat
Försöksheaten startade den 30 juli klockan 11:21.
| Placering | Heat | Bana | Namn                   | Nationalitet   | Tid     | Noteringar |
| --------- | ---- | ---- | ---------------------- | -------------- | ------- | ---------- |
| 1         | 3    | 4    | Summer McIntosh        | Kanada         | 2.07,07 | 0Q0        |
| 2         | 3    | 3    | Brittany Castelluzzo   | Australien     | 2.07,84 | 0Q0        |
| 3         | 2    | 4    | Regan Smith            | USA            | 2.08,17 | 0Q0        |
| 4         | 1    | 4    | Elizabeth Dekkers      | Australien     | 2.08,45 | 0Q0        |
| 5         | 1    | 5    | Yu Zidi                | Kina           | 2.08,95 | 0Q0        |
| 6         | 1    | 3    | Ma Yonghui             | Kina           | 2.08,96 | 0Q0        |
| 7         | 2    | 6    | Ellen Walshe           | Irland         | 2.09,15 | 0Q0        |
| 8         | 3    | 5    | Caroline Bricker       | USA            | 2.09,23 | 0Q0        |
| 9         | 2    | 3    | Keanna Macinnes        | Storbritannien | 2.09,24 | 0Q0        |
| 10        | 1    | 2    | Georgia Damasioti      | Grekland       | 2.09,34 | 0Q0        |
| 11        | 2    | 5    | Helena Rosendahl Bach  | Danmark        | 2.09,36 | 0Q0        |
| 12        | 2    | 2    | Yasuki Fujimoto        | Japan          | 2.09,70 | 0Q0        |
| 13        | 1    | 6    | Lilou Ressencourt      | Frankrike      | 2.09,86 | 0Q0        |
| 14        | 3    | 2    | Laura Cabanes          | Spanien        | 2.09,89 | 0Q0        |
| 15        | 3    | 6    | Emily Richards         | Storbritannien | 2.09,98 | 0Q0        |
| 16        | 2    | 7    | Park Su-jin            | Sydkorea       | 2.10,17 | 0Q0        |
| 17        | 2    | 1    | Lea Polonsky           | Israel         | 2.11,65 |            |
| 18        | 3    | 7    | Kamonchanok Kwanmuang  | Thailand       | 2.12,13 |            |
| 19        | 1    | 1    | Amina Kajtaz Pinjo     | Kroatien       | 2.12,60 |            |
| 20        | 1    | 7    | Yeung Hoi Ching        | Hongkong       | 2.13,46 |            |
| 21        | 3    | 1    | Quah Jing Wen          | Singapore      | 2.13,50 |            |
| 22        | 3    | 8    | Yasmin Silva Contreras | Peru           | 2.13,72 |            |
| 23        | 2    | 8    | Anje van As            | Zimbabwe       | 2.19,43 |            |
| 24        | 1    | 8    | Lia Lima               | Angola         | 2.23,77 |            |
| 25        | 2    | 0    | Inana Soleman          | Syrien         | 2.25,75 |            |
| 26        | 3    | 0    | Amaya Bollinger        | Guam           | 2.35,09 |            |
| 27        | 1    | 0    | Ony Andrianaivo        | Madagaskar     | 2.59,22 |            |

### Semifinaler
Semifinalerna startade den 30 juli klockan 20:16.
| Placering | Heat | Bana | Namn                  | Nationalitet   | Tid     | Noteringar |
| --------- | ---- | ---- | --------------------- | -------------- | ------- | ---------- |
| 1         | 1    | 5    | Elizabeth Dekkers     | Australien     | 2.06,13 | 0Q0        |
| 2         | 2    | 4    | Summer McIntosh       | Kanada         | 2.06,22 | 0Q0        |
| 3         | 2    | 5    | Regan Smith           | USA            | 2.06,96 | 0Q0        |
| 4         | 2    | 6    | Ellen Walshe          | Irland         | 2.07,48 | 0Q0, 0NR0  |
| 5         | 2    | 8    | Emily Richards        | Storbritannien | 2.07,71 | 0Q0        |
| 6         | 1    | 6    | Caroline Bricker      | USA            | 2.07,86 | 0Q0        |
| 7         | 2    | 7    | Helena Rosendahl Bach | Danmark        | 2.07,92 | 0Q0        |
| 8         | 2    | 3    | Yu Zidi               | Kina           | 2.07,95 | 0Q0        |
| 9         | 1    | 4    | Brittany Castelluzzo  | Australien     | 2.08,04 |            |
| 10        | 1    | 2    | Georgia Damasioti     | Grekland       | 2.08,39 | 0NR0       |
| 11        | 1    | 3    | Ma Yonghui            | Kina           | 2.08,59 |            |
| 12        | 1    | 1    | Laura Cabanes         | Spanien        | 2.10,07 |            |
| 13        | 1    | 7    | Yasuki Fujimoto       | Japan          | 2.10,20 |            |
| 14        | 1    | 8    | Park Su-jin           | Sydkorea       | 2.10,26 |            |
| 15        | 2    | 1    | Lilou Ressencourt     | Frankrike      | 2.10,87 |            |
| 16        | 2    | 2    | Keanna Macinnes       | Storbritannien | 2.11,18 |            |

### Final
Finalen startade den 31 juli klockan 14:02.
| Placering | Bana | Namn                  | Nationalitet   | Tid     | Noteringar |
| --------- | ---- | --------------------- | -------------- | ------- | ---------- |
| 1         | 5    | Summer McIntosh       | Kanada         | 2.01,99 | 0MR0, 0AR0 |
| 2         | 3    | Regan Smith           | USA            | 2.04,99 |            |
| 3         | 4    | Elizabeth Dekkers     | Australien     | 2.06,12 |            |
| 4         | 8    | Yu Zidi               | Kina           | 2.06,43 |            |
| 5         | 1    | Helena Rosendahl Bach | Danmark        | 2.07,47 |            |
| 6         | 7    | Caroline Bricker      | USA            | 2.07,59 |            |
| 7         | 2    | Emily Richards        | Storbritannien | 2.07,99 |            |
| 8         | 6    | Ellen Walshe          | Irland         | 2.08,34 |            |